# Hubert Radzikowski
Hubert Radzikowski (ur. 21 kwietnia 1975) – polski dziennikarz radiowy i telewizyjny, związany obecnie z Radiem Zet.

## Życiorys
W przeszłości związany ze stacjami radiowymi: Radio Eska, Radio Kolor, Radio Złote Przeboje i Radio Zet, a także z telewizją TVP. 
Od 2004 do 2011 pracował w Grupie TVN. Najpierw prowadził Zmagania miast w TVN, następnie na antenie TVN Meteo prognozę pogody oraz program Kalejdoskop Meteo i cykl Podróże Meteo. W TVN International razem z Agnieszką Wróblewską współprowadził talk-show na żywo Polski żywioł, a z Agnieszką Cegielską weekendową oprawę dnia. Był również reporterem programu Dzień dobry TVN. W TVN Warszawa prowadził serwis Ulice oraz program Jazda warszawska. 
Od września 2011 do czerwca 2016 prowadził pasma programowe w Radiu Złote Przeboje. 
W listopadzie 2016 wrócił do Radia Zet, prowadził wtedy weekendowe pasmo poranne Dzień dobry weekend, a od września 2017 do stycznia 2019 był gospodarzem programu Między dniem a snem. Od stycznia 2019 prowadził program Weekend z Radiem Zet a od września 2019 do kwietnia 2022 był gospodarzem programu Siła muzyki nocą. Od kwietnia 2022 do czerwca 2023 audycja nosiła tytuł Jasna strona nocy (poniedziałek - piątek od północy do 3 nad ranem), a zmiennikiem Huberta Radzikowskiego był Adrian Nowak. Od września 2023 jest gospodarzem programu Fajna nocka (poniedziałek - piątek od 23 do 2 nad ranem).